# Sikorsky H-19 Chickasaw
Sikorsky H-19 Chickasaw (znany też jako S-55 oraz UH-19) – amerykański wielozadaniowy śmigłowiec transportowy, używany przez United States Army, zaprezentowany w 1950 roku przez firmę Sikorsky Aircraft Corporation.
Śmigłowiec produkowany był również przez brytyjskie przedsiębiorstwo Westland Aircraft pod nazwą Westland Whirlwind.